# Disamistade
Disamistade és una pel·lícula italiana del 1988 dirigida per Gianfranco Cabiddu. Primera obra del mateix Cabiddu, està ambientada a la Sardenya dels anys 50 i se centra en la venjança sarda, en aquest cas fracassada, sense voluntat de consumar, legítima segons la tradició, però no amb l'esperit dels nous temps i de les noves gents.

## Argument
Sebastiano és fill d'un pastor. Avui ha crescut fora del país, estudiant. A la seva mare li agradaria que fos metge, advocat, capellà, el nen és tan seriós i estudiós. Sebastiano ha de tornar al poble perquè el seu pare ha estat assassinat. Depèn d'ell venjar-se. Però a hores d'ara té altres sentiments, tot i que es queda al poble, potser per resoldre el seu comportament. Però acaba en una colla de terratinents, arran d'un robatori patit pel ramat familiar. I aleshores troba l'amor de Domenicangela, mansa i "nova" com ell. Detingut i condemnat per abigeat, i també per venjança de sang, fa entendre als vilatans que això no és cosa seva, acusat i processat per delictes que no són seus. En el judici declara la seva responsabilitat per balentias, però també declara la seva negativa a la venjança de sang.
La candent qüestió antropològica té al darrere els estudis d'Antonio Pigliaru sobre La vendetta barbaricina come ordinamento giuridico (1959), però també els consells d'un altre antropòleg sard, Giulio Angioni, estudiós de les transformacions de la segona meitat del segle XX sard i més enllà.

## Repartiment
- Joaquim de Almeida: Sebastiano Catte
- Laura del Sol: Domenicangela
- Massimo Dapporto: Barore Diana
- Maria Carta: madre di Sebastiano
- Lino Troisi: padre di Sebastiano
- Mimmo Cuticchio:
- Francesco Giordano:

## Nominacions
Als David di Donatello 1990 va ser nominada al David di Donatello al millor director novell i als Nastri d'argento 1990 fou nominada al Nastro d'Argento al millor director novell.